# Jan Pieterszoon Sweelinck
Jan Pieterszoon Sweelinck (Deventer, abril o mayo de 1562-Ámsterdam, 16 de octubre de 1621) fue un compositor, organista y docente neerlandés. Su obra se extiende entre el fin del Renacimiento y el Barroco temprano. Es uno de los primeros grandes compositores de obras para teclado europeos, y su obra como docente ayudó a cimentar la tradición organística del Norte de Alemania.

## Biografía
Sweelinck nació en Deventer, Países Bajos, en abril o mayo de 1562; era el hijo mayor del organista Swybbertszoon y de Elske Jansdochter Sweeling, hija de un cirujano.
Poco después de su nacimiento, la familia se mudó a Ámsterdam, donde Swybbertszoon prestó servicios hacia 1564 como organista en la Oude Kerk, donde el abuelo paterno y un tío también eran organistas. Jan Pieterszoon debe haber recibido sus primeras lecciones de música de su padre, quien desafortunadamente falleció en 1573. 
Más tarde, recibió una educación general por parte de Jacob Buyck, sacerdote católico de la Oude Kerk, pero esas lecciones cesaron en 1578, con motivo de que llegara la Reforma a la ciudad de Ámsterdam y que esta abrazara el Calvinismo. Buyck decidió irse de la ciudad. 
Poco se sabe sobre su educación musical después del fallecimiento de su padre. Entre sus profesores de música podría haber estado Jan Willemszoon Lossy, un contratenor poco conocido e instrumentista de chirimía en Haarlem, y/o Cornelis Boskoop, quien fuera el sucesor del padre de Sweelinck's en la Oude Kerk. En el caso en que Sweelinck hubiera efectivamente estudiado en Haarlem, probablemente hubiera sido influido en cierto punto por los organistas de St.-Bavokerk, Claas Albrechtszoon van Wieringen y Floris van Adrichem, los cuales improvisaban cotidianamente en la Bavokerk.
Según Cornelis Plemp, un alumno y amigo de Sweelinck, éste comenzó su carrera de cuarenta y cuatro años como organista de la Oude Kerk, cargo que ocupó el resto de sus días, en 1577 cuando apenas tenía quince años. Esta fecha, sin embargo, es incierta ya que los registros de la iglesia entre 1577 y 1580 se han perdido, y la presencia de Sweelinck sólo puede documentarse a partir de 1580.
La madre de Sweelinck, viuda, falleció en 1585, y Jan Pieterszoon asumió la responsabilidad de mantener a su hermano menor y a su hermana. Su salario de cien florines se duplicó al año siguiente, probablemente como una ayuda. Además, le fue ofrecida la suma de 100 florines en el caso en que se casara, lo que sucedió en 1590 cuando se casó con Claesgen Dircxdochter Puyner, de Medemblik. También se le ofreció elegir entre 100 florines suplementarios o el alojamiento gratuito en una casa municipal. Sweelinck eligió esto último.
La primera publicación data entre 1592 y 1594: son tres volúmenes de canciones, el último de los cuales es el único que fue reimpreso en 1594. Por razones desconocidas, el compositor decidió cambiar su apellido por una variante del de su madre, en vez de usar su apellido paterno Swybbertszoon. «Sweelinck» aparece entonces por primera vez en la carátula de la publicación de 1594.
Sweelinck se dedicó entonces a publicar psalmos, con el objetivo de publicar el Psalterio en su totalidad. Esas obras aparecieron en cuatro grandes volúmenes, publicados en 1604, 1613, 1614 y 1621; el último volumen salió a luz póstumamente, y probablemente inconcluso. 
Sweelinck falleció de causas desconocidas el 16 de octubre de 1621 y fue enterrado en la Oude Kerk. Le sobrevivieron su esposa y cinco de sus seis hijos, el mayor de los cuales, Dirck Janszoon, le sucedió como organista de la Oude Kerk.
Probablemente pasó toda su vida en Ámsterdam, visitando de vez en cuando otras ciudades, en relación con su actividad profesional, inspeccionando órganos, emitiendo opiniones y aportando consejos en la construcción y reparación de órganos. Así mismo visitó Delft, Dordrecht (1614), Enkhuizen, Haarlem (1594), Harderwijk (1608), Middleburg (1603), Nimega (1605), Róterdam (1610), Rhenen (1616) y su ciudad natal Deventer (1595, 1616). El viaje más largo que Sweelinck efectuó fue a la ciudad de Amberes en 1604, donde fue enviado por las autoridades de Ámsterdam para comprar un clavecín destinado a la ciudad. 
No existen documentos para confirmar un rumor de recogido por primera vez por Mattheson, según el cual Sweelinck habría visitado Venecia, como tampoco hay evidencias de que hubiera cruzado en alguna ocasión el Canal de la Mancha, aunque sea muy probable. Su fama como compositor, intérprete y docente fueron en aumento durante su vida; fue llamado por sus contemporáneos el Orfeo de Ámsterdam, y las autoridades de la ciudad a menudo llevaban a visitantes ilustres a escuchar las improvisaciones de Sweelinck.

## Influencia

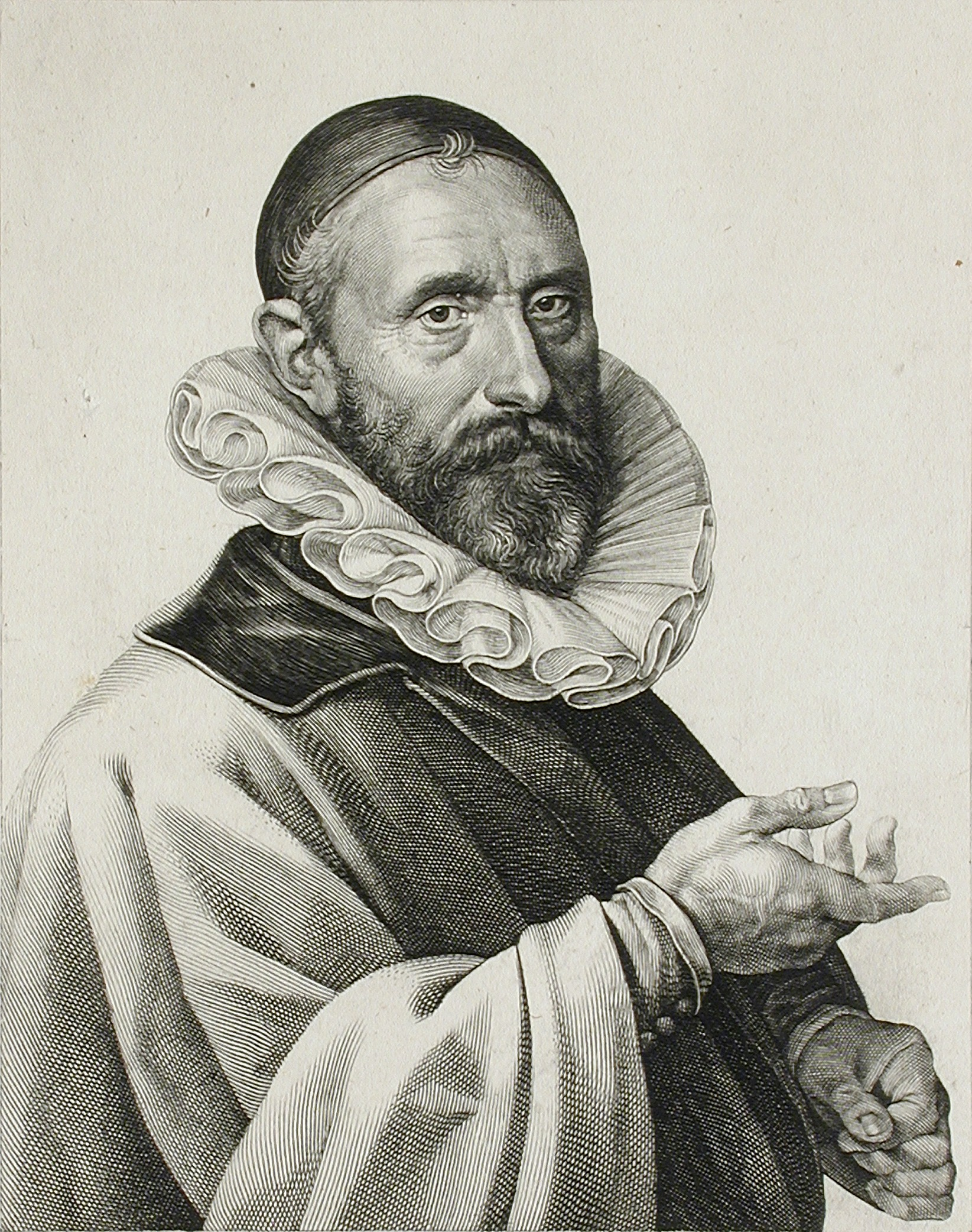
Jan Pieterszoon Sweelinck

Las únicas obligaciones de Sweelinck en Ámsterdam eran las de organista. No tocaba el carrillón o el clave como era costumbre, tampoco se le pedía que compusiera obras. Los servicios calvinistas no incluían obras para órgano, por ser consideradas mundanas. Sweelinck fue empleado de la ciudad de Ámsterdam; por el hecho de trabajar para magistrados protestantes durante el resto de su vida, es plausible que haya adherido al calvinismo. Hacia 1590, tres de sus hijos fueron bautizados en la Oude Kerk. Su empleo le permitía dedicar tiempo a la enseñanza, labor por la cual se volvió tan famoso como por sus composiciones. Los alumnos de Sweelinck formaron nada menos que el núcleo de lo que se convertiría en la gran tradición organística del Norte de Alemania: Jacob Praetorius II, Heinrich Scheidemann, Paul Siefert, Melchior Schildt y Samuel y Gottfried Scheidt. Los alumnos de Sweelinck eran considerados como músicos de referencia para evaluar a otros organistas. Sweelinck fue conocido en Alemania como el “fabricante de organistas”. Sociable y respetado, era sumamente solicitado como docente. Sus alumnos neerlandeses fueron sin duda numerosos, pero ninguno de ellos llegó a ser un notable compositor. Sin embargo, Sweelinck influyó en el desarrollo de la escuela neerlandesa de órgano, como lo muestra el trabajo de compositores posteriores como Anthoni van Noordt. 
La influencia de Sweelinck se difundió en países tan lejanos como Suecia e Inglaterra, llevada al primero por Andreas Düben y al segundo por compositores ingleses como Peter Philips, que probablemente haya encontrado a Sweelinck en 1593. Sweelinck, y en general los compositores ¨holandeses, tenían vínculos evidentes con la escuela inglesa de composición. La música de Sweelinck aparece en el Fitzwilliam Virginal Book, que contiene en su mayoría obras de compositores ingleses. Escribió variaciones sobre el famoso Lachrimae Pavane de John Dowland. John Bull, quien probablemente haya sido un amigo personal, escribió una serie de variaciones sobre un tema de Sweelinck después de la muerte del compositor neerlandés.

## Obras
Organista de formación, Sweelinck fue un gran improvisador, y sus contemporáneos dieron en llamarlo el “Orfeo de Ámsterdam”. Sweelinck representa el cenit de la escuela neerlandesa de instrumentos de teclado, y una de las más grandes cumbres en complejidad y refinamiento del contrapunto en el barroco temprano; algunos especulan que muchas de sus obras para teclado estaban destinadas a servir como material de estudio para sus alumnos.
Más de 70 obras para teclado han llegado hasta nosotros. Sin embargo, también fue un competente compositor para formaciones vocales, con más de 250 obras en su haber (canciones, madrigales, motetes y psalmos). 
Muchas de sus obras vocales fueron publicadas en Salmos de David (1604–1614) y Cantiones sacrae (1619); también publicó muchos caprichos para clave, toccatas y variaciones musicales.
Algunas de las innovaciones introducidas por Sweelinck fueron de profunda importancia, entre ellas, la forma musical de la fuga. Fue uno de los primeros en escribir fugas para órgano, obras que comenzaban con un tema simple, y al cual se le agregaba textura y complejidad hasta un clímax final y su resolución; esta forma musical fue perfeccionada por varios músicos del barroco hasta culminar en la obra de Johann Sebastian Bach. También habría sido el primero en usar la pedalera del órgano para asignarle una voz de la fuga.

## Estilo
Estilísticamente, la música de Sweelinck tiene rasgos de riqueza, complejidad y utilización de formaciones corales distribuidas espacialmente que recuerdan a las de sus contemporáneos italianos, y de la ornamentación y las formas de los compositores de teclado ingleses. 
Si bien en algunas de sus obras Sweelinck es un compositor barroco, en algunas de sus canciones parece ser aún un compositor de la escuela del Renacimiento francés. En el desarrollo formal, especialmente en el uso del contrasujeto, del stretto y del calderón, su música va más allá de la obra de Frescobaldi (su contemporáneo más cercano) y preanuncia la obra de Bach, quien tal vez haya estado al tanto de la obra de Sweelinck.
En el curso de su vida, Sweelinck debió haber estado familiarizado con el estilo musical de al menos tres liturgias diferentes: la católica, la calvinista y la luterana; rasgos de las tres pueden encontrarse en su obra. Aun su obra vocal, más conservadora que su obra de teclado, muestra una impactante complejidad rítmica y una riqueza inusual del uso de recursos contrapuntísticos.
De los escasos trabajos escritos en España sobre su mundo se cuenta el libro de Ramón Andrés, El luthier de Delft.

## Obras sobre Sweelinck
- Gustave Reese, Music in the Renaissance, Nueva York, W.W. Norton & Co., 1954. ISBN 0-393-09530-4
- Manfred Bukofzer, Music in the Baroque Era, Nueva York, W.W. Norton & Co., 1947. ISBN 0-393-09745-5
- The Concise Edition of Baker's Biographical Dictionary of Musicians, 8ª ed. revisada por Nicolas Slonimsky, Nueva York, Schirmer Books, 1993. ISBN 0-02-872416-X
- Pieter Dirksen, The Keyboard Music of Jan Pieterszoon Sweelinck – Its Style, Significance and Influence, Utrecht, 1997. ISBN 90-6375-159-1
- Sweelinck Studies, Proceedings of the Sweelinck Symposium, Utrecht 1999 (Utrecht 2001) Edited by Pieter Dirksen. ISBN 90-72786-09-2
- Ramón Andrés, "Sweelinck, música de orden geométrico", cap. VII de El luthier de Delft, Barcelona, Acantilado, 2013.